# Leonberger
De leonberger is een hondenras.
De oren van de leonberger zijn ver naar achteren aan het hoofd aangezet. Ze zijn hangend en middelgroot. Zijn vacht is zacht tot ruw en lang. Hij komt in de kleuren geel, rood tot roodbruin en zandkleuren voor, telkens met een zwart masker. De hond kan een schofthoogte van 80 cm bereiken.
De leonberger wordt gezien als geschikte huishond. Hij is graag buiten en kan goed tegen de kou.

## Geschiedenis
De huidige leonberger ontstond in de plaats Leonberg in de deelstaat Württemberg in Duitsland door kruising van de sint-bernard, newfoundlander en Pyrenese berghond.
De wereldoorlogen hebben voor dit ras bijna het einde betekend. Een handvol liefhebbers slaagde erin het ras te redden. Ondertussen zijn er wereldwijd verschillende leonbergerclubs gesticht, die de fokkerij van dit ras in handen nemen.
In de kynologie zijn er aanduidingen, dat rond het jaar 1625 de vorstenfamilie Metternich een groep honden bezat die veel gelijkenis met de leonberger vertoonden. Keizerin Elisabeth van Oostenrijk-Hongarije was eigenares van zeven leonbergers.